# Savinho
Sávio Moreira de Oliveira (* 10. dubna 2004 São Mateus) známý jako Savinho je brazilský profesionální fotbalista, který hraje na pozici křídelníka za anglický klub Manchester City FC a za brazilský národní tým.

## Klubová kariéra
Savinho je odchovancem Atlética Mineiro. Po jedné sezóně v brazilské nejvyšší soutěži zamířil v létě 2022 do Evropy, kde se stal členem City Football Group. Oficiálně přestoupil do francouzského klubu Troyes AC.
Po přestupu odešel na roční hostování do nizozemského klubu PSV Eindhoven. 30. července 2022 byl na lavičce při výhře PSV 5:3 nad Ajaxem v nizozemském superpoháru. V dresu PSV debutoval při výhře 4:1 nad Emmenem v 1. kole Eredivisie. 8. září si odbyl i svůj debut v pohárové Evropě, a to při remíze 1:1 s FK Bodø/Glimt. V dresu PSV odehrál Savinho v sezóně 2022/23 jen 8 soutěžních zápasů, velkou část sezóny musel vynechat kvůli poranění hamstringu. 30. dubna 2023 byl Savinho na lavičce ve finále nizozemského poháru proti Ajaxu, PSV utkání vyhrálo po penaltovém rozstřelu.
Sezónu 2023/24 strávil Savinho ve španělské Gironě. V La Lize Savinho debutoval 12. srpna 2023 při remíze 1:1 s Realem Sociedad. O týden později asistencí přispěl k výhře 3:0 nad Getafe. 18. září vstřelil svou první branku v novém angažmá, a to při výhře 4:2 nad Granadou. O pět dní později brankou pomohl Gironě k výhře 5:3 nad Mallorcou a k překvapivému posunu na průběžné první místo v lize. 11. listopadu rozhodl gólem o výhře 2:1 nad Rayem Vallecano. 3. ledna 2024 Savinho skóroval v zápase s Atléticem Madrid, které skončilo vítězstvím Girony 4:3. Svými výkony si řekl o velký přestup a v únoru 2024 bylo oznámeno, že Gironu po sezóně opustí a posílí anglický Manchester City.

## Reprezentační kariéra
Savinho je od roku 2019 členem brazilským mládežnických reprezentací. V roce 2023 si zahrál na mistrovství světa hráčů do 20 let. Na turnaji nastoupil do všech pěti utkání brazilského týmu v základní sestavě, vstřelil jednu branku a připsal si další tři asistence. Na turnaji Brazílie vypadla ve čtvrtfinále s Izraelem.